# 빅토리아 에드버킷
《빅토리아 에드버킷》(영어: The Victoria Advocate)은 미국 텍사스주 빅토리아에서 자체적으로 운영되는 일간신문이다. 텍사스주에서 두 번째로 역사가 긴 신문이자 콜로라도강의 서부 지역에서는 가장 오래된 신문으로, 멕시코-미국 전쟁의 팔로 알토 전투가 치러진 1846년 5월 8일 이후에 창간되었다. 빅토리아 대도시권 지역사회의 소식을 중점적으로 보도하고 있다.
빅토리아 에드버킷 퍼블리싱 컴퍼니는 2012년부터 다른 신문사들을 인수하기 시작했고, 2015년에 사명을 ‘M. 로버츠 미디어’로 변경했다. 2024년 7월에는 신문 배송 방식을 기존의 배달원 배송 방식에서 우편 배송 방식으로 전환하겠다고 발표했다. 그리고 같은 해에 신문의 소유주인 M. 로버츠 미디어는 카펜터 미디어 그룹에 인수되었다.